# Васлеево
Васлеево (мар. Васлисола) — деревня в Советском районе Республики Марий Эл. Входит в состав Кужмаринского сельского поселения.

## География
Находится в центральной части республики Марий Эл на расстоянии приблизительно 17 км по прямой на север от районного центра посёлка Советский.

## История
Появилась в XVIII веке. В 1836 году здесь было 26 домов, проживали 155 человек. В 1877 году было 28 дворов, 168 жителей, а в 1905 году в 34 дворах проживали 225 человек. В 1922 году в деревне было 44 двора и 195 жителей. В 2004 году в деревне насчитывалось 24 дома. В советское время работали колхозы «Марийская правда», имени Чапаева, имени Ленина и имени Кирова.

## Население
Население составляло 69 человек (мари 100 %) в 2002 году, 55 в 2010.